# Carsten Koch
Carsten Koch (ur. 27 kwietnia 1945 w Kongens Lyngby) – duński polityk i ekonomista, parlamentarzysta, minister w rządach Poula Nyrupa Rasmussena.

## Życiorys
W 1971 ukończył studia na Uniwersytecie Kopenhaskim. Pracował jako nauczyciel akademicki na tej uczelni. Działacz ugrupowania Socialdemokraterne. Od 1982 zatrudniony jako ekonomista w Arbejderbevægelsens Erhvervsråd, związanej z socjaldemokratami i organizacjami związkowymi instytucji badawczej, analitycznej oraz lobbingowej. W 1993 objął stanowisko kierownika wydziału w ramach tej instytucji.
Od listopada 1994 do marca 1998 był ministrem do spraw podatków. Następnie do lutego 2000 stał na czele resortu zdrowia. W latach 1998–2000 sprawował nadto mandat posła do Folketingetu.
W 2000 odszedł z bieżącej polityki, do 2007 zarządzał przedsiębiorstwem Danske Invest. W latach 2009–2011 był prezesem funduszu pracowniczego Lønmodtagernes Dyrtidsfond.